# Kreissäge

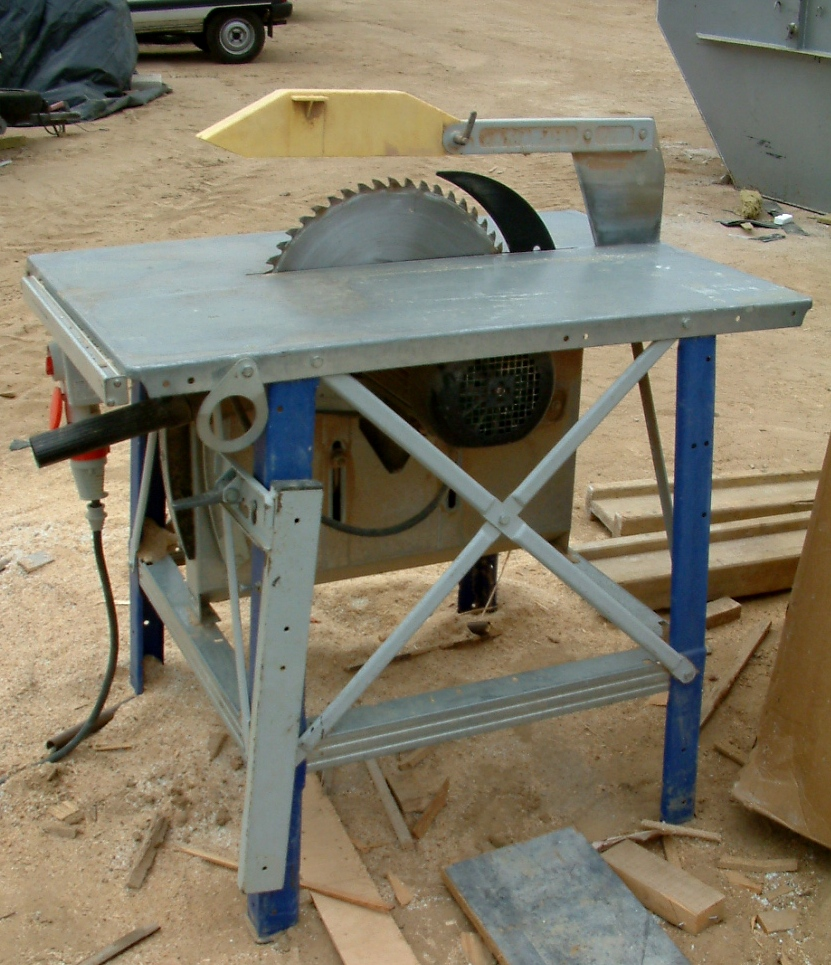
Bautischkreissäge

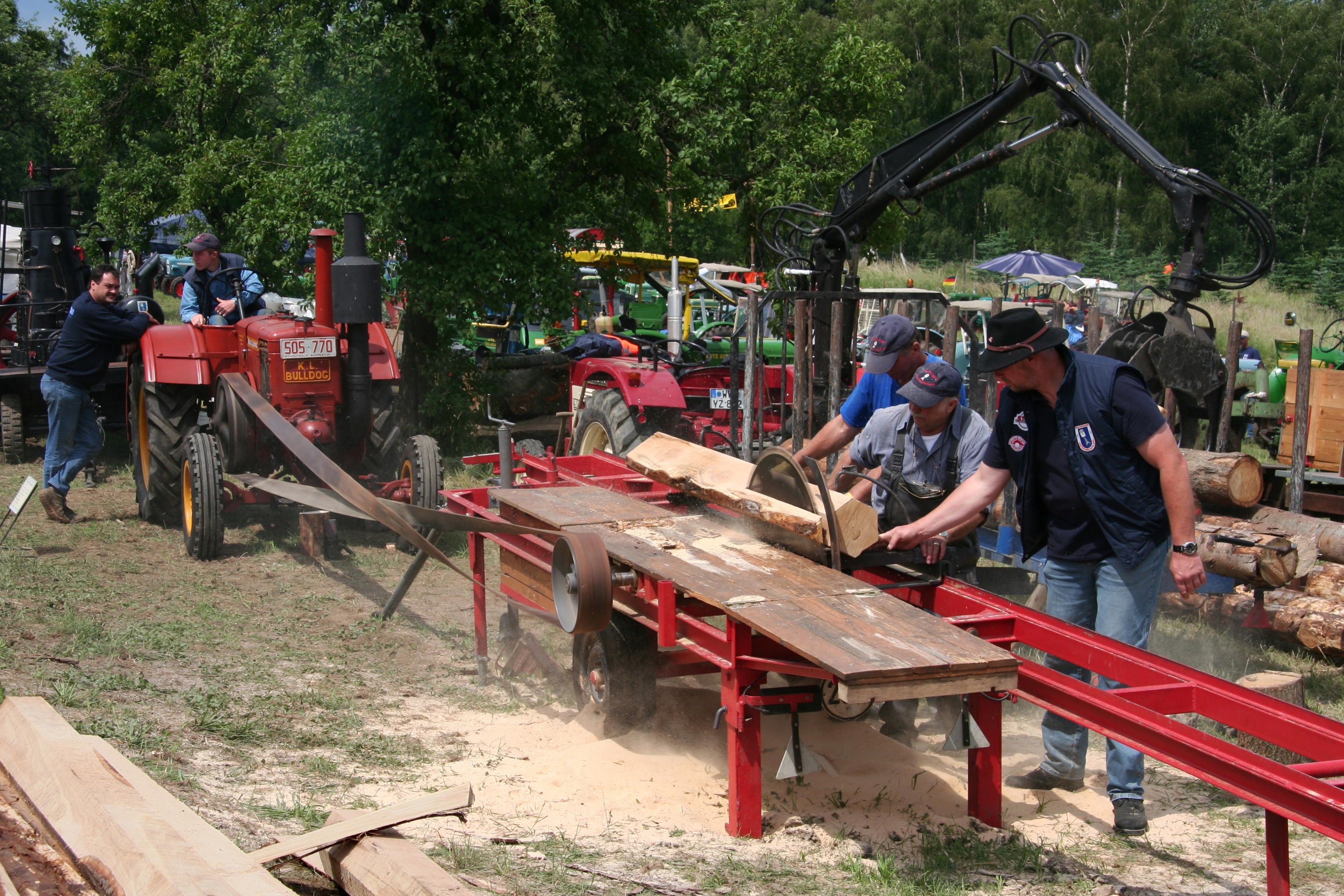
Von einem Traktor mit gekreuztem Treibriemen angetriebene Kreissäge ohne Schutzhaube

Eine Kreissäge ist eine Werkzeugmaschine zur spanenden Trennung von Werkstücken. Sie dient zum Sägen von Holz, Nichteisenmetall, Kunststoff und anderen Baustoffen.

## Antrieb

Hartmetallbestücktes Kreissägeblatt beim Sägen von Holz

Der Antrieb der Kreissägewelle erfolgt bei stationären Maschinen oft durch Keil-, Zahn- oder Flachriemen über Riemenscheiben. Mit polumschaltbaren Drehstrommotoren werden unterschiedliche Drehzahlen erreicht. Viele elektrisch betriebene Kreissägen werden heute direkt angetrieben, der Durchmesser des Sägeblattes kann dann aber nicht so gut ausgenutzt werden, weil der Motor mehr Platz braucht als eine Keilriemenscheibe.
Durch Drehzahl und Durchmesser des Sägeblattes ergibt sich dessen Schnittgeschwindigkeit, mit der Bewegung des Schnittguts (z. B. eines Bretts) ergibt sich die Vorschubgeschwindigkeit. Die ideale Schnittgeschwindigkeit und die Vorschubgeschwindigkeit sind abhängig vom zu schneidenden Material. Viele Maschinenhersteller bieten auch frequenzgesteuerte Drehstrommotoren an, deren Drehzahl stufenlos eingestellt werden kann (häufig im Bereich von 1500 bis 6000 min−1).

## Kreissägeblätter
Neben den traditionellen aus einem Stück Blech gefertigten Kreissägeblättern wird heute überwiegend mit Verbundkreissägeblättern gearbeitet, deren Schneiden aus Hartstoffen bestehen.
Einteilige Kreissägeblätter
werden aus einem Stück Bandstahl herausgestanzt, geschränkt und durch Feilen oder Schleifen geschärft.
Verbundkreissägeblätter
bestehen aus einem Tragkörper aus Metall, auf den Schneiden aus Hartmetall oder polykristallinem Diamant aufgelötet werden. Da die Schneiden breiter sind als der Metalltragekörper, ist ein Schränken der Zähne nicht notwendig.

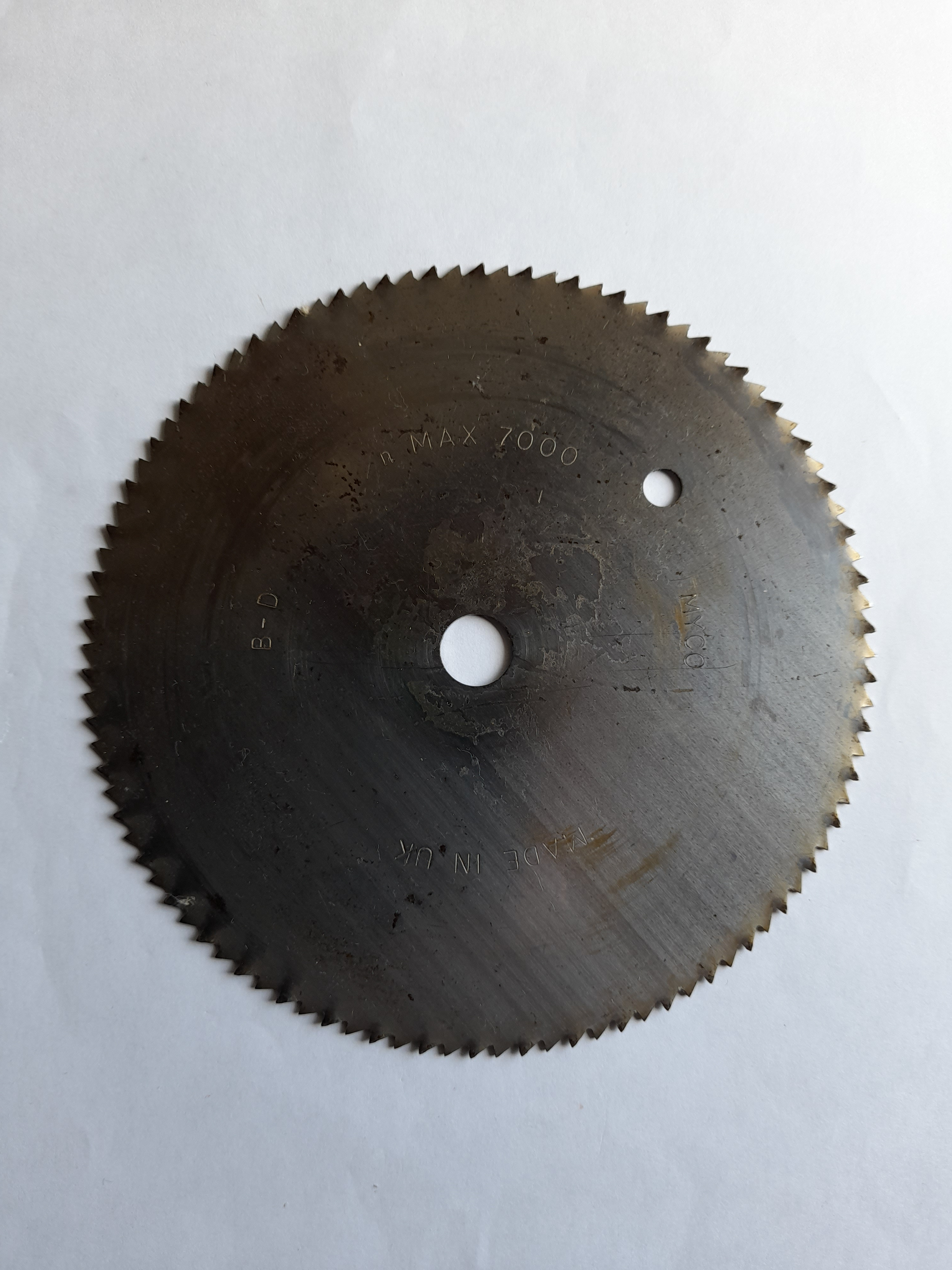
Einteiliges Spitzzahn-Kreissägeblatt, d = 140, z = 100, n MAX 7000
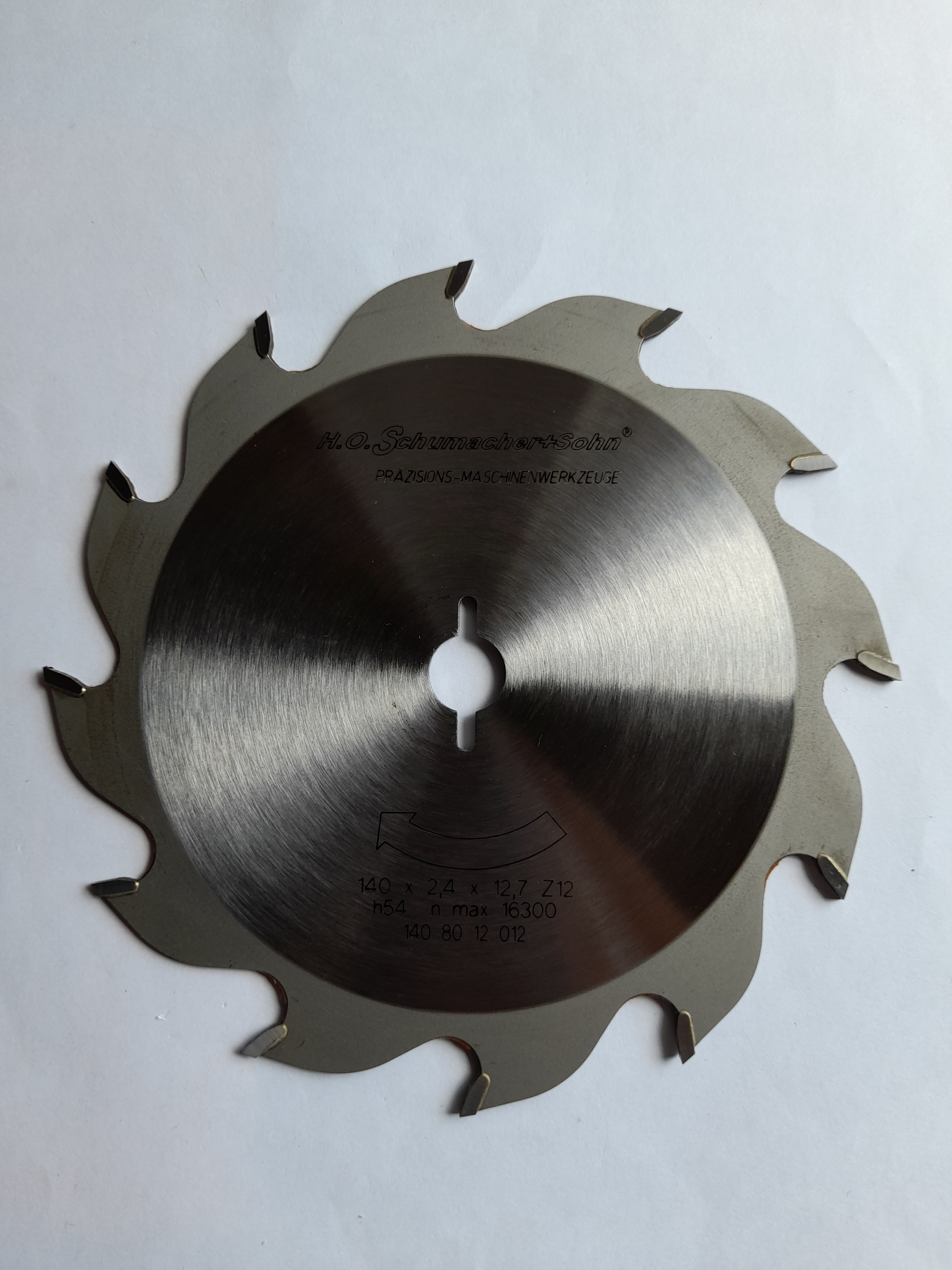
Verbund-Kreissägeblatt, 140 × 2,4 × 12,7 Z 12, n max 16300
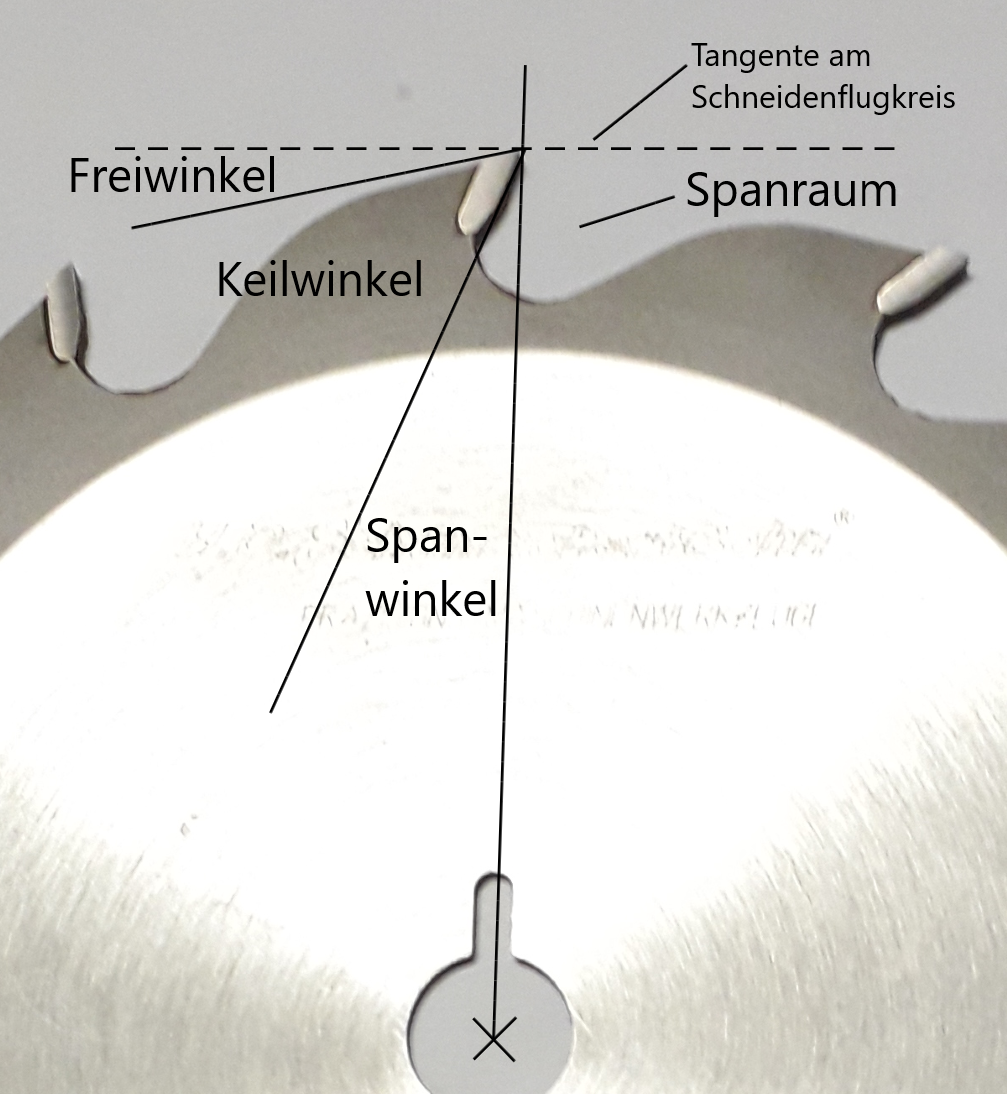
Sägezahnwinkel

Der Einsatzbereich des Sägeblattes hängt von Material und Schneidegeometrie des Sägezahns sowie der Anzahl der Zähne (Zahnteilung) ab.
Neben dem zu schneidenden Material sind Drehzahl und Schnittgeschwindigkeit, Vorschubgeschwindigkeit, Motorleistung, die gewünschte Schnittgüte und die Standzeit des Blattes zu beachten, bei Holz zusätzlich die Schnittrichtung längs oder quer zur Faser sowie die Holzfeuchtigkeit.
Ein universelles Kreissägeblatt für Handkreissägen mit einem Sägeblatt-Durchmesser von 150 bis 200 mm hat 48 Hartmetall-Zähne oder mehr in Wechselzahnung (WZ) und kann für Platten- und Verbundwerkstoffe, Kunststoffe und Aluminium sowie für Querschnitte in Massivholz verwendet werden. Für Längsschnitte in Massivholz ist vorzugsweise ein Sägeblatt mit gröberer Zahnung zu verwenden, z. B. mit 16 bis 24 Zähnen.

Manche Hersteller bieten hartmetall-bestückte Kreissägeblätter zum Schneiden von vernageltem Bauholz an. Durch das Schneiden von Stahl-Nägeln erhöht sich jedoch der Verschleiß deutlich. Moderne Schrauben sind gehärtet und führen zum Ausbrechen der Hartmetallzähne, ebenso das Schneiden von Trapezblech.

### Werkzeug-Aufnahme
Kreissägeblätter besitzen ein Mittelloch zur Aufnahme in der Maschine. Der Durchmesser dieser zentralen Bohrung beträgt bei Sägeblättern für Handkreissägen in der Regel 12,7, 16, 20 oder 30 mm und kann durch Reduzierringe der Aufnahme der Maschine angepasst werden.
Kreissägeblätter für professionelle stationäre Maschinen besitzen teilweise Nebenlöcher für Arretierungsbolzen.

### Kennzeichnungen
Kreissägeblätter werden häufig durch die Angabe von Durchmesser, Schnittbreite, Durchmesser der Aufnahme-Bohrung (jeweils in mm), Zähnezahl und maximaler Drehzahl gekennzeichnet.
Beispiel: 216 × 2,4 × 30 / 40 / max. 7000.
HW
Hartmetall-Zähne
PD oder DP
Zähne aus polykristallinem Diamant
CV
Kreissägeblatt aus Chrom-Vanadium-Stahl

### Zahnformen und Anwendungsbereich
Je nach Einsatzbereich werden unterschiedliche Zahnformen verwendet, die auch miteinander kombiniert werden (Gruppenverzahnungen).
Flachzahn
für Rohzuschnitte in Faserrichtung (Längsschnitte)
Wechselzahn (W, WZ) – wenig Zähne
für Längsschnitte in Massivholz, bei größerer Zähnezahl auch für Querschnitte
Wechselzahn (W, WZ) – viele Zähne
Universalblätter für Massivholz quer zur Faserrichtung (Querschnitte) sowie furnierte Platten (Schichtholz) und Holzwerkstoffplatten
Wechselzahn mit Fase / angefaster Wechselzahn (WS)
für papier-, melamin- oder kunststoffbeschichtete Holzwerkstoffplatten sowie Kunststoffe wie Acrylglas
Hohlzahn (H, HZ)
für trockenes Massivholz und furnierte Platten
Hohlzahn mit Fase, angefaster Hohlzahn (HZ/FA, HS)
für kunststoffbeschichtete Holzwerkstoffplatten sowie Kunststoffe wie Acrylglas
Hohl-Dachzahn (HZ/DZ, H-D), Hohl-Trapezzahn (HZ/TZ, HZ/TR, H-T)
für saubere Schnitte in beschichteten Holzwerkstoffplatten (z. B. an vertikalen Plattensägen ohne Vorritzer)
Flachzahn (F, FZ)
trockenes Massivholz (bis ca. 15 % Holzfeuchte) in Faserrichtung, bei Handvorschub mit Spandickenbegrenzung (SDB); nasses, gefrorenes oder langfaseriges Massivholz mit Räumerschneiden, größeren Spanräumen und vergrößerten seitlichen Zahnüberständen; mit Vorritzer auch für beschichtete Holzwerkstoffplatten
Flach-Trapezzahn / Trapez-Flachzahn (F-T, T-F)
robust und universell (häufig in Verbindung mit Vorritzern), für furnierte Platten, beschichtete Holzwerkstoffplatten, (faserverstärkte) Kunststoffe, Mineralwerkstoffe, Bauplatten (Gipskarton, Faserplatten) sowie sonstige Verbundwerkstoffe und Aluminium
Flachzahn konisch (F kon) / Wechselzahn konisch (W kon) – auch mit Achswinkel (AW)
für Vorritzer in Verbindung mit Hauptsägeblatt mit Trapez-Flachzahn (T-F) oder Flachzahn (F) für beschichtete Holzwerkstoffplatten (auf Formatkreissägen oder Plattenaufteilsägen)
Seltenere Zahnformen
Trapez-Trapezzahn (TT)
Trapez-Flach-Flach (TFF)
Hohl-Dach-Flachzahn (HDF)
Hohl-Flachzahn (HF)
Hohl-Flach-Trapezzahn (HFT)
Hohl-Flach-Flach-Trapezzahn (HFFT)
Wechselzahn mit Achswinkel – Wechselzahn mit Achswinkel – Flachzahn (W-W-F)

### Geräusch- und Schwingungsdämpfung
Viele Sägeblätter enthalten feine Einschnitte (Laserschnitte), die auch als Dehnungsschlitze bezeichnet werden. Sie dienen der Lärm- und Schwingungsdämpfung und verlaufen meist vom äußeren Rand wenige Zentimeter geradlinig oder geschwungen in Richtung des Zentrums und enden in einer Kreisform oder als Lochkreis. Insbesondere geschwungene Schlitze, die nicht am Rand, sondern in der Fläche des Blatts liegen werden auch als „Laser-Ornamente“ bezeichnet. Manche Blättern enthalten Kupfernieten, die in kreisförmige Einschnitte gepresst wurden.
Der Geräuschminderung dienen auch spezielle Schneidzahngeometrien, die Anordnung der Schneidzähne in Gruppen oder in unregelmäßiger Verteilung oder die Verkleinerung der Zähne. Wenn die Späne auf andere Weise abgeführt werden, kann auch auf Spanräume verzichtet werden. Der Körper hochwertiger Sägeblätter (u. a. für die Kunststoff-, Metall- und Steinverarbeitung) kann teilweise oder vollständig einen Sandwich-Aufbau erhalten. Dabei wird in Vertiefungen oder zwischen zwei Blechlagen eine Dämpfungsfolie einlaminiert.

## Stationäre Kreissägen

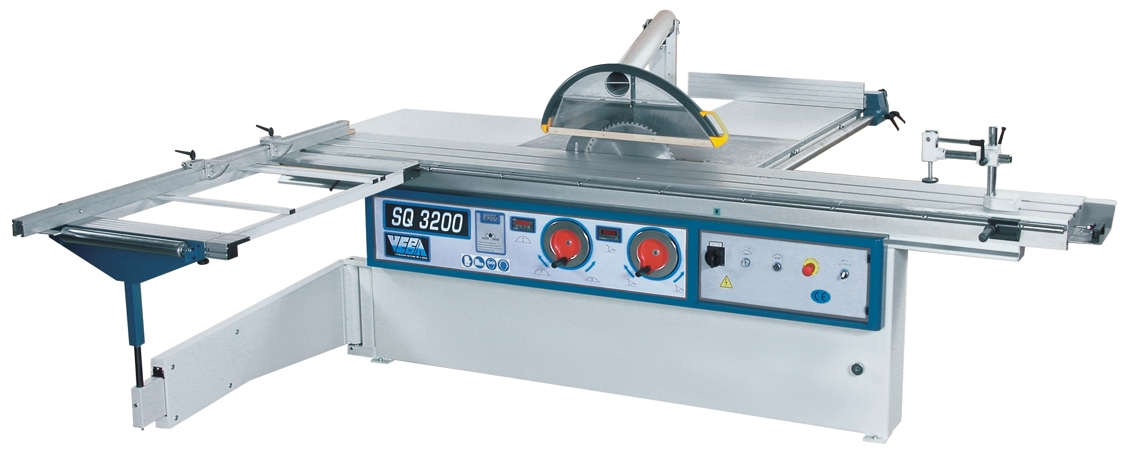
Stationäre Tischkreissäge, hier als Formatkreissäge mit Schiebetisch

Auf dem Maschinenständer der Tischkreissägemaschine ist der Arbeitstisch befestigt. Dieser weist eine Durchtrittsöffnung für das Kreissägeblatt auf. Im Inneren sind die Maschinenaggregate zum Antrieb der Sägewelle sowie die Mechanik zur Höhen- und Schrägstellung des Kreissägeblattes untergebracht. Schwenk- und Höhenverstellbewegung erfolgen über ein Handrad oder elektromotorisch. Die Schrägverstellung erlaubt das präzise Ansägen von Winkeln zwischen 0° und 45° (Vielfach auch von −1,5° bis + 46,5°). Einige Maschinenhersteller bieten seit ca. 2006 auch Formatkreissägen mit einem Schwenkbereich von 92° (2× 46°) an. Je nach Hersteller und verwendetem Schwenkmechanismus kann der max. Sägeblattüberstand beim Schwenken von +46° auf −46° unterschiedlich ausfallen. Auf einer Seite des Maschinentisches befindet sich der Parallelanschlag. Er ermöglicht Werkstückschnitte auf Breite, wobei das gewünschte Maß auf einer Skala voreingestellt wird. Bei Formatkreissägen ist auf der gegenüberliegenden Maschinenseite ein Rolltisch befestigt. Dieser nimmt den winkelverstellbaren Queranschlag auf. Werkstücke werden auf den Rolltisch aufgelegt und am Kreissägeblatt vorbeigeführt. Auch hier können gewünschte Maße und Winkel auf entsprechenden Skalen voreingestellt werden. Den Queranschlag kann man aus Platzgründen entfernen.
Bei anderen Sägen wie Zug-, Kapp- oder Plattensägen ist das Werkstück fixiert und das Sägeaggregat beweglich. Manche Kappsägen besitzen zusätzlich zum Kippgelenk zwei Führungsstangen, an denen die herabgekippte Säge vorgezogen werden kann, um noch breitere Werkstücke ablängen zu können. Plattensägen bestehen häufig aus einem annähernd vertikalen Gestell, an das die zu bearbeitende (Werkstoff-)Platte aufrecht angelehnt wird und einem kompakten Sägeaggregat, welches auf einem Schiebeschlitten montiert ist, durch den sie sowohl horizontal wie vertikal verfahren werden kann.
Unterflur-Zugsägen sind kompakte Tischkreissägen, die aus Platz- und Gewichtsgründen -etwa für den mobilen Einsatz- ohne außen angesetzten Schiebeschlitten auskommen und stattdessen mit einem verfahrbaren Sägeblatt ausgestattet sind.
Das an Führungsstangen montierte Sägeaggregat ermöglicht es, auch an schmalen und langen Werkstücken relativ präzise Quer- und Gehrungsschnitte auszuführen, die mangels Schiebeschlitten sonst kaum möglich wären.
Varianten stationärer Kreissägen:
- Furnierkreissäge
- Kappsäge, z. B. als
  - Untertischkappsäge
  - Radial-Arm-Kreissäge
- Kaltkreissäge, langsamlaufend, zum Sägen von Metallen mithilfe von Kühlschmiermittel
- Steinkreissäge, auch Trennschneider, zum Schneiden von Stein und Keramik mit diamantbesetzten Trennscheiben
- Längskreissäge
- Mehrblattkreissäge, z. B. als
  - Besäumkreissäge
- Pendelkreissäge
- Plattensäge (siehe oben)
- Rolltischsäge
- Tischkreissäge/Unterflurkreissäge, z. B. als
  - Unterflurzugkreissäge (siehe oben)
  - Formatkreissäge mit Schiebtisch bzw. Schiebeschlitten auf dem das Werkstück liegt, um präzise am Sägeblatt vorbei geführt zu werden
- Wippkreissäge
- Schindelsäge[6]

### Innenlochtrennen
Das Innenlochtrennen ermöglicht hoch präzise Schnitte mit sehr dünnen Sägeblättern oder -folien. Die Schneidkante befindet sich an der Innenseite einer runden Aussparung im Zentrum des kreisförmigen Sägeblatts. Das Sägeblatt wird an seiner Außenkante eingespannt und vibriert beim Sägen kaum. Mit einer Mindest-Schnittbreite von 0,3 mm werden u. a. Halbleiterrohlinge zu Wafern geschnitten.

## Handkreissägen
Während bei stationären Kreissägen das Arbeitsstück über den Arbeitstisch geführt wird, wird bei einer Handkreissäge das Werkzeug über das Arbeitsstück geführt. Im Vergleich zum Arbeitstisch einer stationären Kreissäge ist die Grundplatte der Handkreissäge relativ klein. Das Sägeblatt ist nach oben hin verdeckt, um Verletzungen und das Umherfliegen von Spänen zu vermeiden. Der untere Teil des Sägeblattes ist mit einem beweglichen Schutz verdeckt (außer bei der Tauchsäge), der erst beim Eindringen in das Werkstück durch dieses zurückgeschoben wird.
Bei einer Tauchkreissäge sind Antrieb und Sägeblatt beweglich auf der Grundplatte gelagert, so dass das Sägeblatt in Ruhestellung nicht unten aus der Grundplatte herausragt. Zum Schnitt wird das Sägeblatt durch die Grundplatte nach unten bewegt. Dies ist auch während des Betriebs möglich, so dass Öffnungen aus plattenförmigen Werkstücken sowie Nuten und Schlitze ausgeschnitten werden können, was insbesondere im Möbelbau häufig notwendig ist.

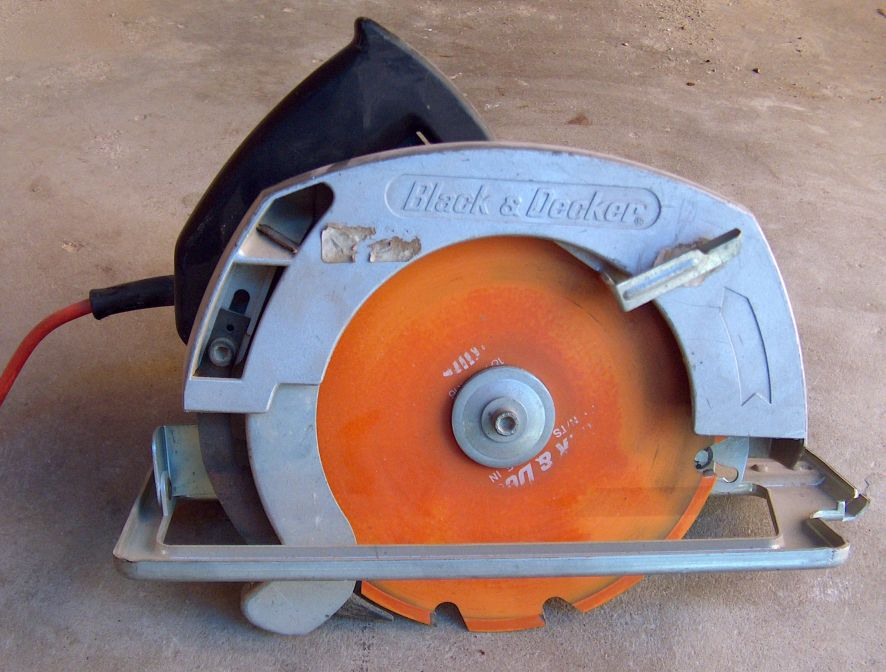
Einfache Handkreissäge mit grob gezahntem Sägeblatt
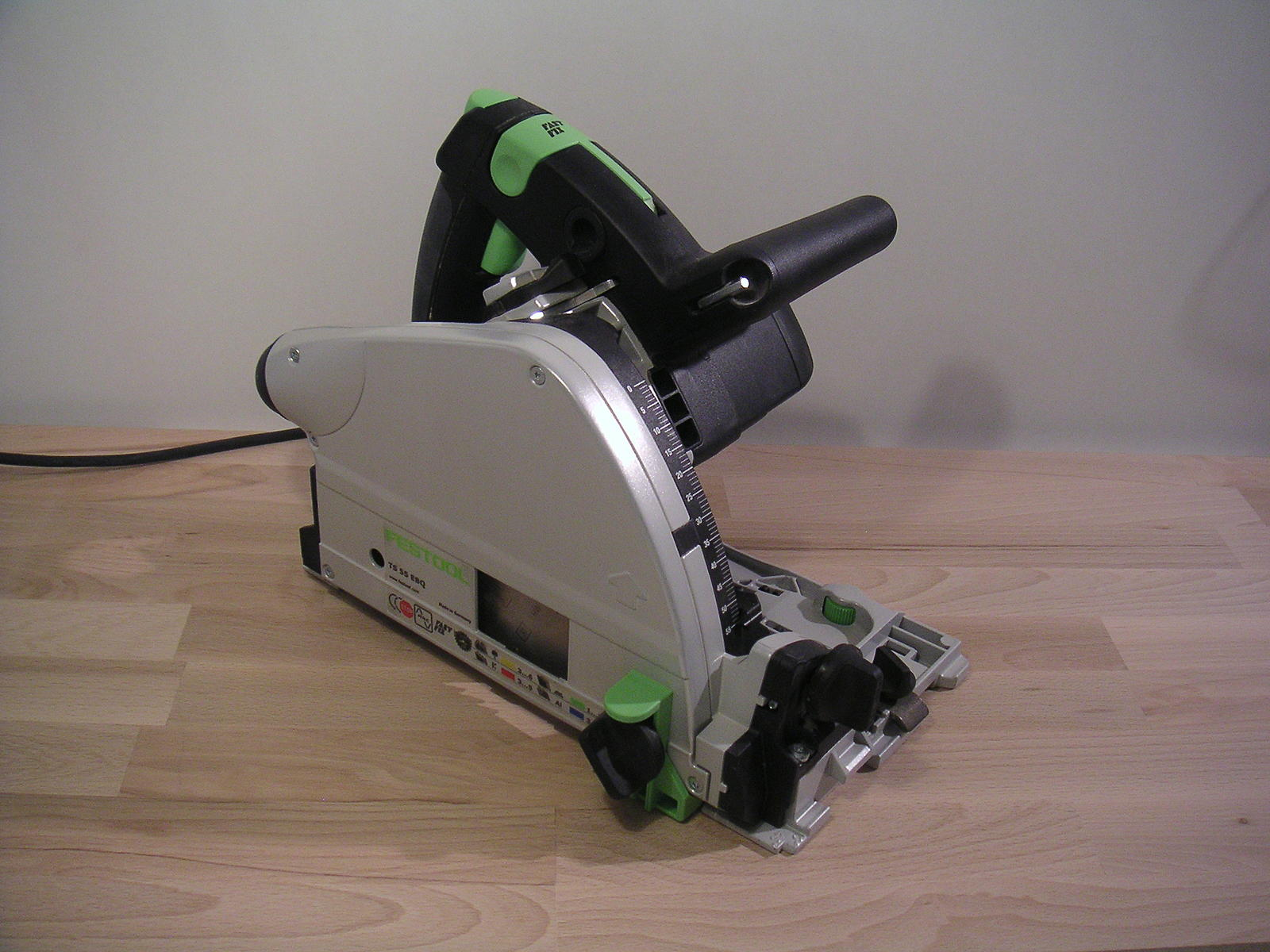
Tauchkreissäge ..
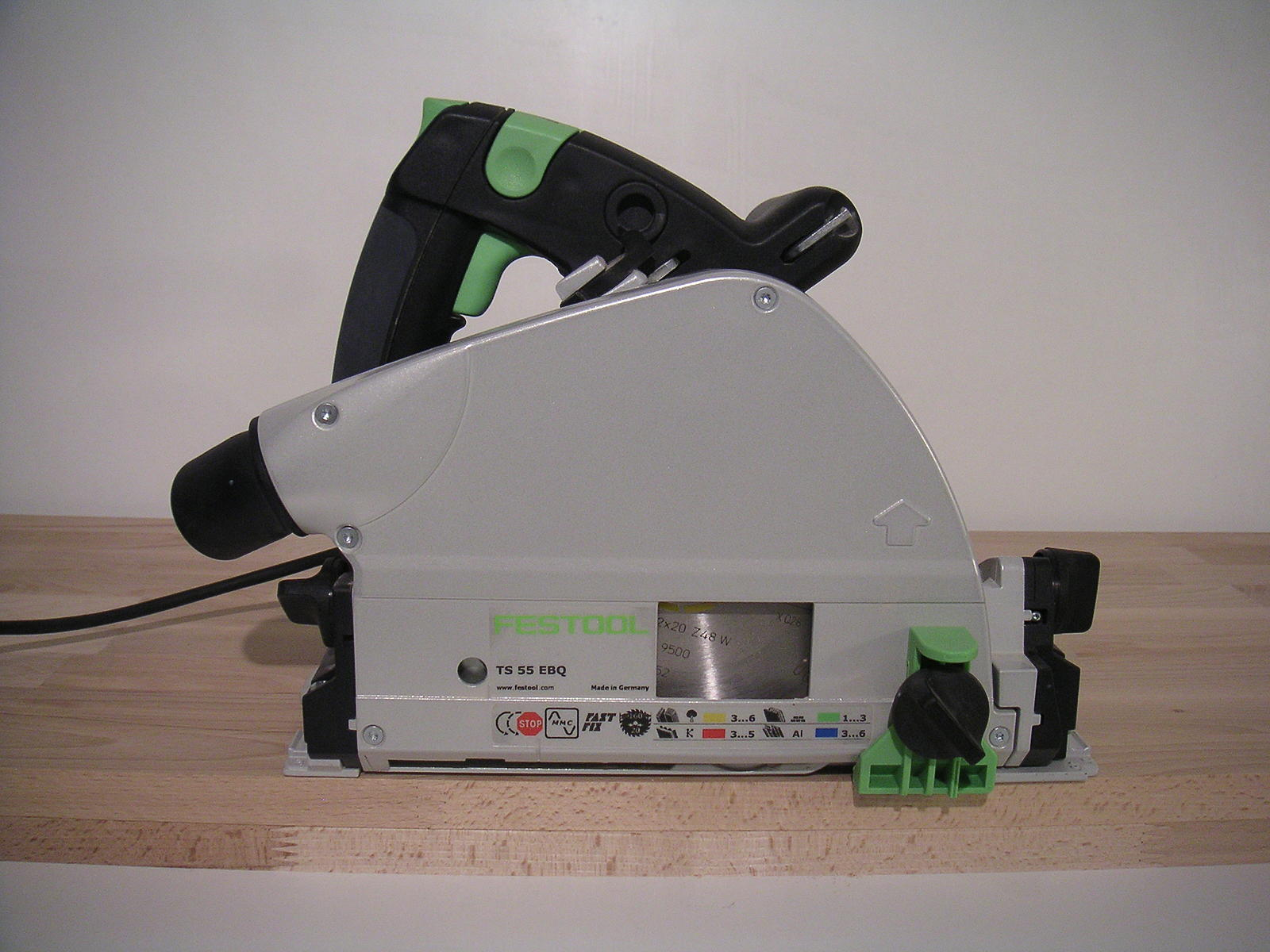
.. mit eingezogenem Sägeblatt und Spaltkeil, sowie
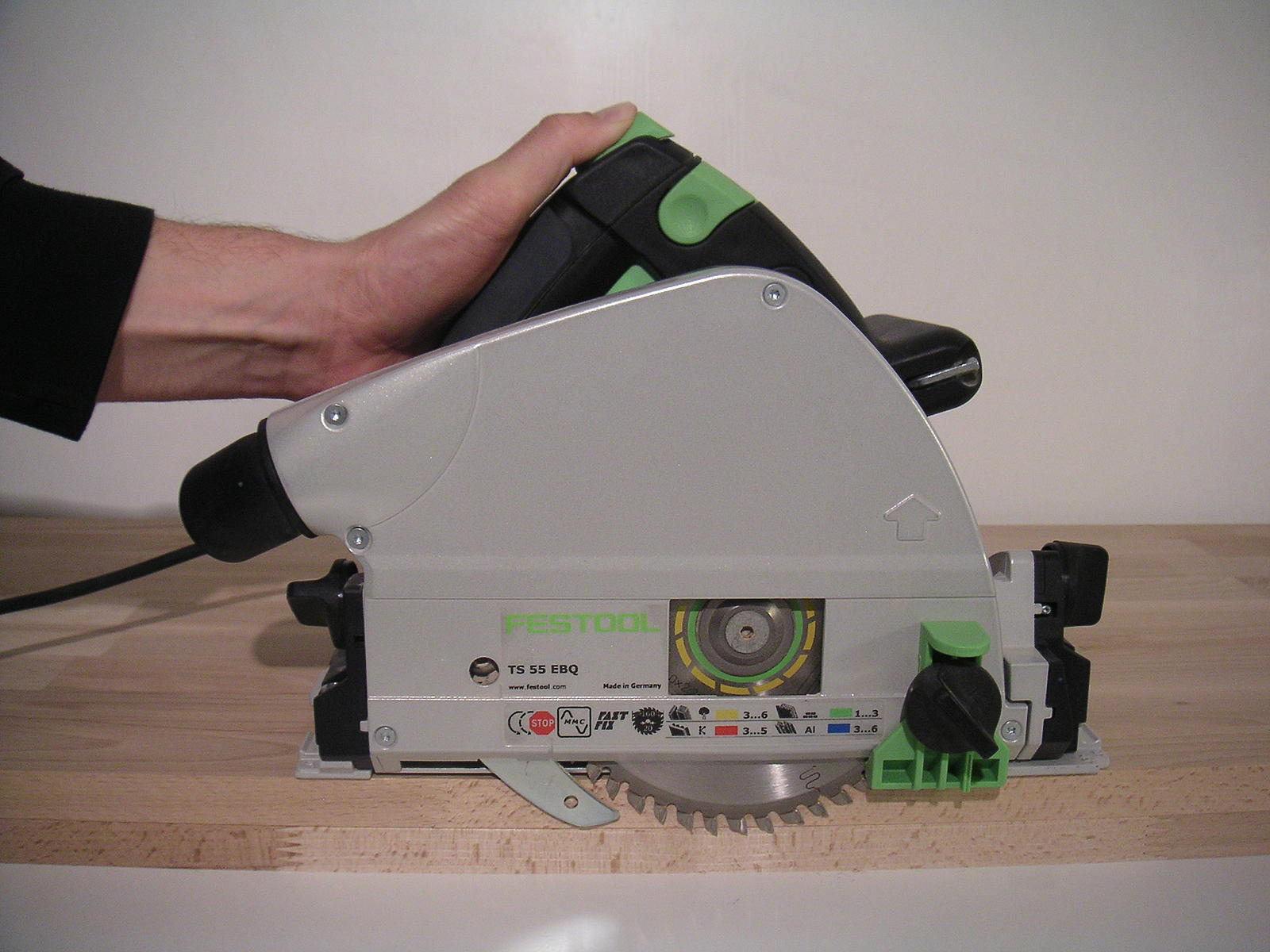
.. mit ausgeschwenktem Sägeblatt und Spaltkeil

Das Sägeblatt sitzt heute in der Regel platzsparend direkt auf der Antriebswelle. Aktiviert wird die Maschine am Handgriff durch einen Schalter mit Sperrknopf. Durch Drücken des Sperrknopfs wird der Schalter erst freigegeben, um zu verhindern, dass die Maschine unbeabsichtigt losläuft. Die Späne werden in der Regel zur Seite geblasen oder durch Transportkanäle abgesaugt. Das Bedienen einer Handkreissäge ist für Linkshänder meist unkomfortabel.
Um längere gerade Schnitte auszuführen, werden Handkreissägen entlang eines Anschlags geführt.
Häufig werden Handkreissägen mit vom Hersteller angebotenen Führungsschienen verwendet, deren Stege in entsprechende Nuten an der Unterseite der Säge passen. Die Schiene kann rutschfest auf dem Werkstück aufgelegt werden und erleichtert das genaue Führen der Maschine.
Um das Ausreißen von Fasern auf der Unterseite des Werkstücks zu vermindern, sollte das Sägeblatt auf eine Schnitttiefe eingestellt werden, die der Werkstückdicke plus etwa 2 mm entspricht.
Um das Aussreißen auf der Oberseite des Werkstücks zu vermindern,
- wird ein weiteres (wertloses) Werkstück auf die Oberfläche gelegt und beide werden gemeinsam durchtrennt,
- wird eine Führungsschiene mit elastischem Splitterschutz verwendet oder
- vor dem eigentlichen Schnitt wird die Schnittlinie vorgeritzt, indem das Sägeblatt auf eine Schnitttiefe von lediglich 2 Millimeter eingestellt und die Säge langsam entgegen der üblichen Schnittrichtung geführt wird. Sägeblatt und Werkstück bewegen sich dabei also ausnahmsweise in die gleiche Richtung.[8]

### Schattenfugensäge
Schattenfugensägen sind spezielle Tauchkreissägen zur Herstellung von Schattenfugen. Durch ihre kleine, leichte Bauform eignen sie sich für die häufig gebrauchte Anwendung über Kopf, zum Beispiel für Schattenfugen bei Deckenverkleidungen.

## Arbeitstechnik

### Winkelschnitte und Genauigkeit
Die Winkelgenauigkeit eines Queranschlags für 90°-Ablängschnitte, die besonders für den Möbelbau notwendig ist, kann mit der „5-Schnitt-Methode“ überprüft werden: ein Plattenrest oder Brett wird viermal ein rechter Winkel angeschnitten, wobei die Platte nach jedem Schnitt so um 90° gedreht wird, dass immer die letzte Schnittkante am Winkelanschlag anliegt. Der erste Schnitt wird auf der Platte gekennzeichnet und danach noch drei weitere Schnitte durchgeführt, wodurch auch drei Winkel angeschnitten werden. Mit dem letzten fünften Schnitt, der den vierten rechten Winkel bildet, schneidet man einen 2–3 cm schmalen Streifen ab. Zum Schluss sollte der Streifen, mit einer Schieblehre gemessen, genau parallel sein. Bilder
Die Winkelgenauigkeit eines 45°-Schnittes kann überprüft werden, indem ein Brett im 45°-Winkel abgelängt wird. Gedreht und an den Schnittkanten zusammengesetzt sollte ein 90°-Winkel erreichbar sein, hierbei ist die Winkelabweichung des Sägeblatts die Hälfte der gemessenen Abweichung von 90°.
Stationäre Sägen für den Heimwerkermarkt sollten über verstellbare aber fest arretierbare Queranschläge verfügen. Winkeleinstellungen "von +45° bis -45° oder Einrastung bei 90° bei verstellbaren Kapp- und Gehrungssägen nützen nichts, wenn alle angepriesenen Winkel wegen der Ungenauigkeit (zu geringen Präzision) der Queranschläge nicht erreicht werden können. Zudem sollten alle Einrastungen ohne "Wackeleffekte" präzise den voreingestellten Winkel halten.

## Unfallgefahren
Kreissägen zählen zu den gefährlichsten Maschinen bei der Holzbearbeitung. Sie werden selbst von erfahrenen Nutzern häufig unterschätzt. Bei Unfallrenten sind Kreissägen die häufigsten Unfallauslöser.
Unfallursachen sind neben dem Wegschleudern von mitgerissenen Werkstücken oder dem Abrutschen einer Hand auch beispielsweise sicherheitstechnische Mängel an den Maschinen, fehlende Unterweisungen, fehlendes Wissen über Hilfseinrichtungen zum sicheren Führen von Werkstücken, falsche und riskante Gewohnheiten samt unsicheren Arbeitsweisen oder das Sägen ungeeigneter Materialien (wie etwa Polystyrolschaum, der dabei schmilzt und sich an das Sägeblatt klebt).
Das Werkstück kann von den hinteren aufwärts drehenden Sägezähnen oder der Sägeblattfläche mitgerissen und gegen den Bediener geschleudert werden. Dabei bleibt der Widerstand aus, den das Werkstück beim Vordrücken ausübt, wodurch die schiebende Hand ins Sägeblatt geraten kann.
Bei sehr alten Kreissägemodellen erfolgte der Antrieb oft mittels Triebriemen als Verbindung zum Motor. Diese Riemen sind häufig nicht mit einer Abdeckung versehen, so dass sich Kleidungsstücke des Benutzers im Riemen verfangen können oder ein abrutschender Riemen Verletzungen verursacht.

## Schutzmaßnahmen
Sicherheitshinweis:
Schnell laufende Werkzeuge bergen Risiken und sollten daher nur von kundigen Personen bedient werden. Die Einhaltung aller Sicherheitsvorschriften und die Verwendung der gegebenen Sicherheitsvorrichtungen (z. B. Blattabdeckung, Spaltkeil, Schiebestock, Zuführhilfen) sind unbedingt erforderlich. Kreissägen verursachen einen A-bewerteten Schallleistungspegel von bis zu 110 dB. Die Arbeit mit Gehörschutz (Kapselgehörschützern oder Dehnschaumstöpseln) und anderen Sicherheitstechniken ist daher absolut notwendig. Der obere Grenzwert des „Tageslärmexpositionspegels“ für einen gesamten Arbeitstag wird bei Kreissägearbeiten oftmals schon nach zwei Minuten erreicht.
Beim Umgang mit sich bewegenden Werkzeugen an Maschinen dürfen keine Handschuhe getragen werden, da diese in die Maschinen geraten und die Hand mit hineinziehen können.

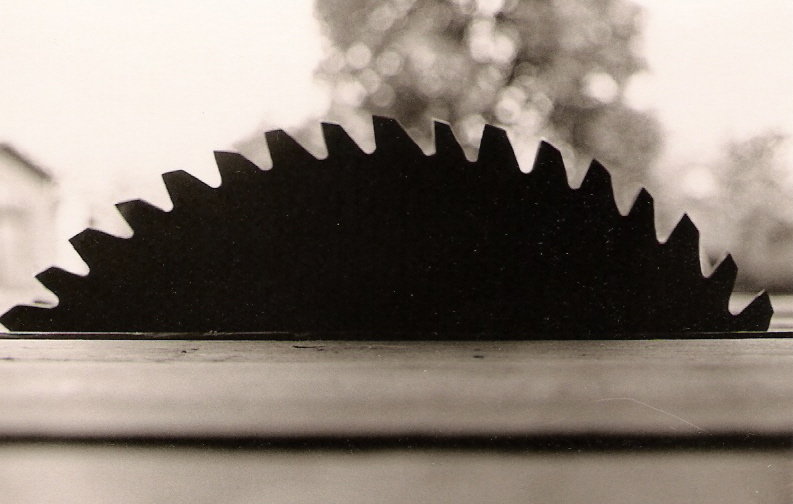
Alte Kreissäge von 1950 ohne Schutzvorrichtungen mit einteiligem Wolfszahn Sägeblatt

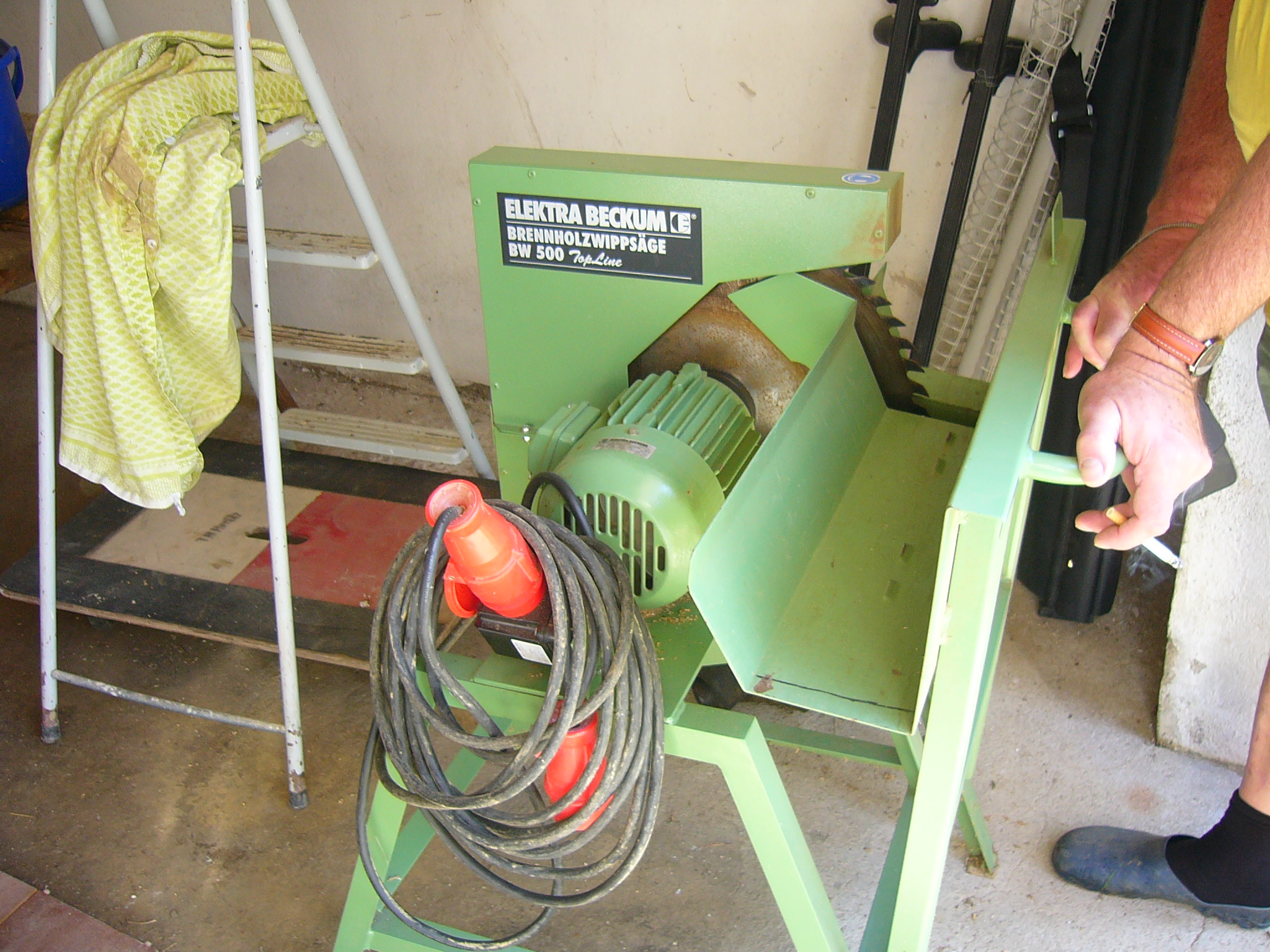
Wippsäge zum Schneiden von Brennholz

In der Landwirtschaft mit traditioneller Wirtschaftsweise ohne Wegwerfmentalität sind oft ererbte veraltete Geräte in Verwendung, die nicht mit wirksamen Schutzeinrichtungen (Spaltkeil, Abdeckhaube etc.) ausgerüstet sind und deshalb hohe Unfallzahlen bewirken. Ein Umstieg auf moderne Geräte kann die Sicherheit wesentlich erhöhen. Um Abfallholz und Brennholz abzulängen, sind Wippsägen besser geeignet als Tischkreissägen; die Verletzungsgefahr ist erheblich geringer.

### Technische Schutzmaßnahmen

#### Spaltkeil
Die wichtigste und wirkungsvollste Sicherheitseinrichtung an der Kreissäge ist der Spaltkeil. Er befindet sich hinter dem Sägeblatt in der Flucht der Säge. Dort hält er die Schnittfuge offen. Hölzer, die in Richtung der Faser geschnitten werden, können sich aufgrund von Holzspannung biegen und dabei das Sägeblatt einklemmen. Dabei werden sie – sofern nicht das Sägeblatt blockiert – vom aufsteigenden Zahnkranz erfasst in der Regel nach oben oder gegen den Bediener geschleudert. Ein richtig montierter Spaltkeil hält das geschnittene Werkstück auseinander und verhindert das Einklemmen, bei Handkreissägen verhindert er einen Rückschlag sowie Verletzungen der Schnittkante durch unsaubere Führung.
Beim Offenhalten der Schnittfugen hinter dem Kreissägeblatt soll der Spaltkeil verhindern, dass unter Spannung stehendes Holz sich nach dem Schnitt hinter dem Sägeblatt wieder zusammenzieht. Deshalb muss er eine gewisse Breite haben, die abhängig von der Schnittfugenbreite [Sfb] und der Dicke des Stammblattes [Sbb] des Sägeblattes ist. Einen Richtwert liefert die Formel „Spaltkeildicke = (Sfb + Sbb) geteilt durch zwei“. Außerdem kann der Spaltkeil ein Hineingreifen in das Sägeblatt verhindern. Dafür muss der passende Spaltkeil richtig eingestellt werden: Er muss möglichst nah am Sägeblatt liegen; je nach Sägegut und Sägeart darf der Abstand zu den Zähnen maximal acht bzw. zehn Millimeter betragen, bei Handkreissägen höchstens 5 Millimeter; seine Oberkante liegt zwei Millimeter unterhalb vom höchsten Punkt des Schneidenflugkreises. So sind auch verdeckte Sägeschnitte wie beim Nuten oder Fälzen möglich.
Die Dicke des Spaltkeiles muss zwischen Schnittfugenbreite und der Dicke des Sägeblattgrundkörpers liegen. Für unterschiedliche Sägeblattdicken sind entsprechend dicke Spaltkeile erforderlich. Sägen ohne Spaltkeil ist ausschließlich für besondere Arbeiten wie beispielsweise Einsetzsägeschnitte zulässig oder wenn durch technische Maßnahmen der Kontakt mit dem Sägeblatt zuverlässig verhindert wird.

#### Aktive Schutzmaßnahmen
Zu den teils vorgeschriebenen und teils optionalen Schutzmaßnahmen bei Kreissägen gehören Sägeblatt-Abdeckungen, darunter bewegliche, die durch Zuführung des Werkstücks geöffnet werden und Verletzungen beim Sturz des Bedieners verhindern sollen. Daran angeschlossene Absaugeinrichtungen, teils als Vorrichtungen zum Anschluss von Industriestaubsaugern zur Verringerung der Staubbelastung und der Rutschgefahr am Boden sowie sauberere Schnittebene und Sicht. Eine Nachlaufbremse, die von Sicherheitsbügel und Notausschalter ausgelöst wird sowie kapazitive oder andere Sensoren, die eine Berührung des Sägeblatts durch einen Menschen erkennen sollen. Entriegelungssysteme für Kappsägen, die das Absenken oder Einschalten erlauben. Klappen für Handkreissägen, die das Sägeblatt abdecken. Unterspannungsauslöser verhindern das Wiederanlaufen des eingeschalteten Elektromotors nach einem Stromausfall.

#### Passive Schutzmaßnahmen
Dazu gehören ein Schiebestock, mit dem kleine Werkstücke oder das Ende eines größeren Werkstücks zum Sägeblatt geschoben werden; eine Anschlagschiene, gegen die ein Werkstück von der sich drehenden Säge oder vom Bediener gepresst wird; Besäumtisch, mit dem ein Werkstück ohne Haftreibung bewegt werden kann; ausreichend große Auflageflächen beidseits des Tisches und Klemmvorrichtungen, die das Werkstück sichern.

### Manuelle Schutzmaßnahmen
Der Bediener steht beim Sägen seitlich und nicht in der Flucht des Sägeblatts, damit er von einem zurückgeschleuderten Holzstück möglichst nicht getroffen wird. Das Vordrücken des Werkstücks erfolgt mit weitgehend eingewinkeltem Daumen.

## Vorritzen
Um bei Kreissägeschnitten Ausrisse und Splitter an der Unterseite des Werkstücks zu vermeiden, kann die Schnittlinie vorgeritzt werden. Dazu wird vor dem eigentlichen Schnitt zunächst eine nur einige Millimeter tiefe Nut ins Material geschnitten. Wenn diese Nut zudem mit einem Sägeblatt ausgeführt wird, welches nicht beim Austritt aus dem Material schneidet, sondern beim Eintritt, kommen quasi keine Ausrisse vor.
Formatkreissägen zum professionellen Einsatz und insbesondere Plattenaufteilanlagen (Plattensägen) besitzen teilweise fest installierte Vorritzaggregate, Vorritzer oder Ritzmesser, insbesondere um Plattenmaterial mit harten und spröden Beschichtungen wie HPL zu schneiden.
Das Sägeblatt einer Tischkreissäge dreht sich so, dass sich die schneidenden Zähne zum Tisch hin bewegen. Dadurch wird das Werkstück beim Schnitt auf dem Tisch gehalten, anderenfalls würde es bei zu großem Vorschub vom Kreissägeblatt weggeschleudert werden. Aufgrund dieser Drehrichtung des Sägeblattes neigt das Material an der Unterseite des Werkstückes zum Ausriss, insbesondere wenn es sich um beschichtete Platten handelt. Ob und wie stark das Material ausreißt, hängt von vielen Faktoren ab. Unter anderem von Holzart bzw. Beschichtung, Schärfe und Geometrie des Sägeblattes und einigen weiteren.
In Vorrichtungen zum Vorritzen wird zumeist ein Sägeblatt mit kleinerem Durchmesser (ca. 100 mm) verwendet, das um ein bis zwei 1/10 mm breiter ist, als das Blatt des Hauptaggregats, und
exakt in der Flucht, aber im Schnittverlauf vor dem Hauptsägeblatt sitzt. Dieses dreht gegenläufig zum Hauptsägeblatt, so dass sich die Zähne beim Schnitt vom Tisch weg bewegen.
Das Vorritzsägeblatt ritzt das Materialstück lediglich einige Millimeter tief ein.
Wenn ein Vorritzsägeblatt mit konischen Zähnen verwendet wird, kann die Schnittbreite durch die Einsatztiefe eingestellt werden.

## Geschichte
Das Universal-Lexikon der Gegenwart und Vergangenheit aus dem Jahr 1802 nennt einen Deutschen namens Gervinus, der die Kreissäge im Jahr 1780 erfunden habe.
Eine andere Quelle nennt Tabitha Babbitt als Erfinderin der Kreissäge. M. Stephen Miller schlussfolgerte allerdings aufgrund des Eintrittsdatums Babbitts in die Shaker-Gemeinschaft, dass eher Amos Bishop oder Benjamin Bruce die Erfinder waren, wenn sie denn überhaupt von Shakern erfunden wurde.